# Paweł Graś
Paweł Bolesław Graś (ur. 23 lutego 1964 w Kętach) – polski przedsiębiorca i polityk, poseł na Sejm III, IV, V, VI i VII kadencji (1998–2014), w latach 2007–2008 i 2009–2014 sekretarz stanu w Kancelarii Prezesa Rady Ministrów, w latach 2009–2014 rzecznik prasowy rządów Donalda Tuska, w latach 2013–2014 sekretarz generalny PO, od 2024 szef Gabinetu Politycznego Prezesa Rady Ministrów.

## Życiorys

### Wykształcenie i działalność zawodowa
Syn Tadeusza i Haliny z domu Duszek. Przez trzy lata studiował prawo na Uniwersytecie Jagiellońskim, a następnie (na tej samej uczelni) dziennikarstwo w Instytucie Nauk Politycznych; studia ukończył w 1992. Od 1990 kierował polsko-niemiecką firmą informatyczną Pro-Holding.

### Działalność polityczna
W czasach studiów zaangażował się w działalność opozycyjnego ruchu uczelnianego, pod koniec lat 80. był przewodniczącym Komisji Uczelnianej NZS na UJ.
Należał do Unii Polityki Realnej. W 1995 brał udział w zakładaniu Ruchu Stu, przewodniczył tej partii w regionie małopolskim, a następnie kierował radą polityczną. W wyborach parlamentarnych w 1997 kandydował z listy AWS do Sejmu III kadencji w okręgu krakowskim, jednak nie zdobył mandatu. Od kwietnia do grudnia 1998 był doradcą premiera Jerzego Buzka ds. obronności i bezpieczeństwa państwa. W wyborach samorządowych w 1998 bez powodzenia ubiegał się o mandat radnego sejmiku małopolskiego. Objął mandat w Sejmie po rezygnacji z funkcji krakowskiego posła AWS Marka Nawary, składając ślubowanie poselskie 16 grudnia 1998. Jako reprezentant Ruchu Stu zasiadł wkrótce w Zespole Parlamentarnym PPChD. Później był członkiem Stronnictwa Konserwatywno-Ludowego (do 2001).
W lutym 2001 został pełnomocnikiem Platformy Obywatelskiej w Małopolsce Południowo-Zachodniej. Pełnił funkcje sekretarza Komisji Rewizyjnej PO oraz zastępcy sekretarza generalnego. W wyborach w 2001 uzyskał mandat posła jako kandydat Platformy Obywatelskiej w okręgu chrzanowskim, ponownie został wybrany cztery lata później, także jako kandydat PO. Zasiadał w Komisji Spraw Zagranicznych, Komisji Obrony Narodowej oraz Komisji Sprawiedliwości i Praw Człowieka. W Sejmie IV kadencji był m.in. członkiem Komisji Nadzwyczajnej ds. rządowego projektu ustawy o Agencji Bezpieczeństwa Wewnętrznego i Agencji Wywiadu. W Sejmie V kadencji przewodniczył Podkomisji stałej ds. Współpracy z Zagranicą i NATO. Od kwietnia do czerwca 2006 był wiceprzewodniczącym Komisji Nadzwyczajnej do rozpatrzenia projektów ustaw o Służbie Kontrwywiadu Wojskowego i Służbie Wywiadu Wojskowego (jednocześnie likwidujących Wojskowe Służby Informacyjne).
Od 26 czerwca 2007 był przewodniczącym Komisji ds. Służb Specjalnych. 22 i 24 sierpnia 2007 brał udział w wysłuchaniu informacji byłego ministra spraw wewnętrznych i administracji Janusza Kaczmarka ws. okoliczności śmierci Barbary Blidy oraz akcji Centralnego Biura Antykorupcyjnego w Ministerstwie Rolnictwa (tzw. afera gruntowa). Po wysłuchaniu ministra kierowana przez niego komisja wniosła o powołanie komisji śledczych do rozpatrzenia obu tych spraw.
W wyborach z 21 października 2007 po raz czwarty został wybrany do Sejmu, kandydując kolejny raz jako lider listy Platformy Obywatelskiej w okręgu chrzanowskim i otrzymując 35 779 głosów. 16 listopada 2007 objął stanowisko sekretarza stanu w Kancelarii Prezesa Rady Ministrów jako pełnomocnik rządu ds. bezpieczeństwa. 11 stycznia 2008 została przyjęta jego dymisja z tej funkcji.
23 lutego 2009 został powołany na rzecznika prasowego Rządu Donalda Tuska i sekretarza stanu w KPRM. W wyborach w 2011 z powodzeniem ubiegał się o reelekcję na kolejną kadencję, dostał 36 992 głosy.
W grudniu 2013 wybrany na sekretarza generalnego PO. Zastąpił na tym stanowisku Andrzeja Wyrobca. 7 stycznia 2014 zakończył pełnienie funkcji rzecznika prasowego rządu, pozostając na stanowisku sekretarza stanu w KPRM. W związku z planami objęcia przez niego stanowiska w Brukseli (jako współpracownika przewodniczącego Rady Europejskiej Donalda Tuska) w listopadzie tego samego roku złożył mandat poselski oraz rezygnację ze stanowiska sekretarza stanu w KPRM i z funkcji sekretarza generalnego PO.
Po objęciu 1 grudnia 2014 przez Donalda Tuska stanowiska przewodniczącego Rady Europejskiej został starszym doradcą ds. polityki i komunikacji odpowiedzialnym za kontakty z Parlamentem Europejskim, parlamentami narodowymi i partiami politycznymi. Pełnienie tej funkcji zakończył 30 listopada 2019. Następnie został szefem gabinetu przewodniczącego Europejskiej Partii Ludowej. W lutym 2024 objął stanowisko szefa Gabinetu Politycznego Prezesa Rady Ministrów w administracji rządowej Donalda Tuska.

## Życie prywatne
Paweł Graś jest żonaty, ma syna Jakuba.